# Ribonukleinska kiselina
Ribonukleinska kiselina skraćeno RNK (eng. Ribonucleic acid, RNA), biološki važan tip molekula koji se sastoji od dugih kovalentno vezanih jedinica nukleotida. Svaki se nukleotid sastoji od dušične baze, šećera riboze (pentoze) i fosfatne skupine. RNA je veoma sličan DNA-u, ali od nje se razlikuje u nekoliko važnih strukturnih detalja. RNA u stanicama sastoji se od jednog lanca dok je DNA dvolančan (dvostruka uzvojnica). Također, nukleotide RNA-a čine riboza i uracil, DNA se sastoji od deoksiriboze i timina.
RNA nastaje transkripcijom DNA-a s pomoću enzimâ koji se nazivaju polimeraze RNA-a, a dalje se procesira preko drugih enzima. Uloga je RNA u sintezi bjelančevina nezamjenjiva. U tom procesu vrsta RNA koja se naziva transportni RNA (tRNA) prenosi informacije sadržane u vidu aminokiselina s DNA-a na strukture koje se nazivaju ribosomi. Ovi ribosomi načinjeni su od bjelančevina i ribosomskog RNA-a koji zajedno formiraju molekularni stroj za čitanje prijenosnog RNA-a i prevođenje informacije koje ona prenosi u bjelančevine. Postoji mnogo vrsta RNA-a s različitim ulogama: od određenih reguliranja ekspresije pojedinog gena do sačinjavanja genoma većine virusa.

## Struktura
Sinteza RNA-a obično se katalizira djelovanjem enzima polimeraze RNA-a rabeći DNA kao kalup što je proces poznat kao transkripcija. Pokretanje trankripcije uređuje vezivanje enzima na sekvenciju promotora u DNA-u (obično se nalazi iznad gena u uzvojnici). Dvostruka uzvojnica DNA-a odmotava se djelovanjem enzima helikaze. Enzim zatim napreduje u pravcu kalupa u smjeru od 3' prema 5' vezi, sintetizirajući komplementarnu molekulu RNA-a s izduženjem u smjeru od 5' prema 3' vezi. Sekvencija DNA-a također određuje kada će se dogoditi prekid sinteze RNA-a. Molekule RNA-a često se mogu izmijeniti nakon transkripcije djelovanjem enzima.
Postoji i veliki broj polimeraza RNA-a koje ovise o RNA-u i koje se koriste RNA-om kao svoj kalup za sintezu novih lanaca RNA-a. Primjerice, veliki broj virusa RNA-a (kao što je poliovirus) koriste ovaj tip enzima za repliciranje svojeg genetskog materijala.
DNA je građen od dva polinukleotidna lanca, za razliku od RNA-a koji je građen od jednoga niza nukleotida. Manjim su dijelom u staničnoj jezgri, a više je nalazimo u ribosomima i citoplazmi.

## Vrste RNA
Vrste su RNA-a:
1. prijenosni ili transportni RNA (tRNA) (engl. transfer: prijenos) kroz citoplazmu prenosi odgovarajuću aminokiselinu do glasničkog RNA-a na ribosomu
2. ribosomski RNA ili ribosomalni RNA (rRNA) zajedno s proteinima izgrađuje ribosome
3. glasnički RNA ili informacijski RNA (mRNA / gRNA / iRNA)) (engl. messenger: glasnik) iz jezgre izlazi u citoplazmu na ribosome s uputom za sintezu proteina

Osim staničnih ribonukleinskih kiselina postoje i virusnih RNA-a koji služe virusima za umnožavanje unutar živog domaćina.
RNA ne mora biti dio stanice ili virusa, nego se može pronaći i kao satelitni RNA koji uzrokuje bolesti u biljaka, ali za umnožavanje je potreban virus pomagač koji će umnožiti satelitni RNA. Zanimljivo je to što satelitni RNA ne sadrži ni jedan gen tako da nema uputu za sintezu bjelančevina.
Još je jedna vrsta gola RNA -a viroid. To je prstenasta molekula RNA-a koja uzrokuje bolesti u biljaka. Prenosi se s biljke na biljku dodirom.